# ارتش آفریقای جنوبی
ارتش آفریقای جنوبی (انگلیسی: South African Army) نیروی زمینی زیرمجموعه نیروی دفاع ملی آفریقای جنوبی است، که در سال ۱۹۱۲ تأسیس شد.